# Limnophora abyssinica
Limnophora abyssinica este o specie de muște din genul Limnophora, familia Muscidae, descrisă de Fritz Isidore van Emden în anul 1951.
Este endemică în Etiopia. Conform Catalogue of Life specia Limnophora abyssinica nu are subspecii cunoscute.